# Крешево (город, Босния и Герцеговина)
Крешево  (босн. Kreševo) — город, центр одноимённой общины в центральной части Боснии и Герцеговины. Административно является частью Среднебоснийского кантона Федерации Боснии и Герцеговины.
Находится вдали от основных транспортных путей Боснии и Герцеговины в горах между Фойницей и Киселяком, в 30 километрах к западу от Сараево. Расположен вдоль берега реки Кресевичца.
Население города — 1078 жителей (2013).

## История
Первое поселение на месте сегодняшнего города — иллирийского происхождения. Уже в те времена и позже римляне использовали окрестности для добычи железа, свинца, меди, серебра, золота и ртути. В средние века Крешево стал королевским городом. Впервые письменно упоминается в 1432 году. С XIV века здесь поселились францисканцы. В XV веке здесь находился королевский двор средневекового боснийского государства. Наибольшее процветание достиг во времена османского правления, особенно в XVIII веке, в связи с производством оружия и конного снаряжения. В городе находилась фабрика кованых инструментов и ковров. В течение 4 веков османского владычества Крешево оставался христианским городом с очень небольшой долей мусульманского населения. Крешево был объявлен национальным памятником Боснии и Герцеговины. Национальный памятник состоит из зданий, расположенных вдоль улицы Фра Грга Мартича и зданий, расположенных вдоль улицы Обала, а также из отдельных зданий в окрестностях.

## Экономика
После Второй мировой войны в Крешево наблюдалось устойчивое экономическое развитие. 

## Достопримечательности
- В Крешево сохранились дома традиционной боснийской архитектуры, 7 из них внесены в список национальных памятников.
- Монастырь святой Катерины францисканского ордена и церковь Вознесения Девы Марии при нём расположен на возвышении чуть в стороне от города, но служит его культурным и духовным центром. Вместе с монастырями в Фойнице и Високом монастырь в Крешево столетиями хранил традиции католичества в этой части страны. Крешевский монастырь четырежды был резиденцией епископов Босны Серебряной, трое из них были родом из Крешево.
- Над городом на холме есть остатки старинной крепости, когда-то здесь была резиденция последней королевы Боснии Катарины Боснийской, жены Степана Томаша.
- Старая кузница.

Крешево издавна славился своими кузницами, в городе сохранилась старинная действующая кузница. А главный сувенир, который туристы увозят из Крешево — подкованные яйца, виртуозная работа крешевских мастеров.

## Персоналии
- Лерман, Драгутин (1863—1918)  — исследователь тропической Африки.

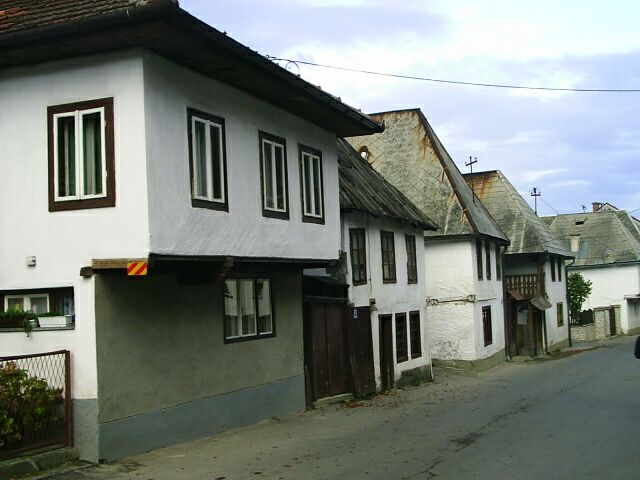
Центральная часть Крешево
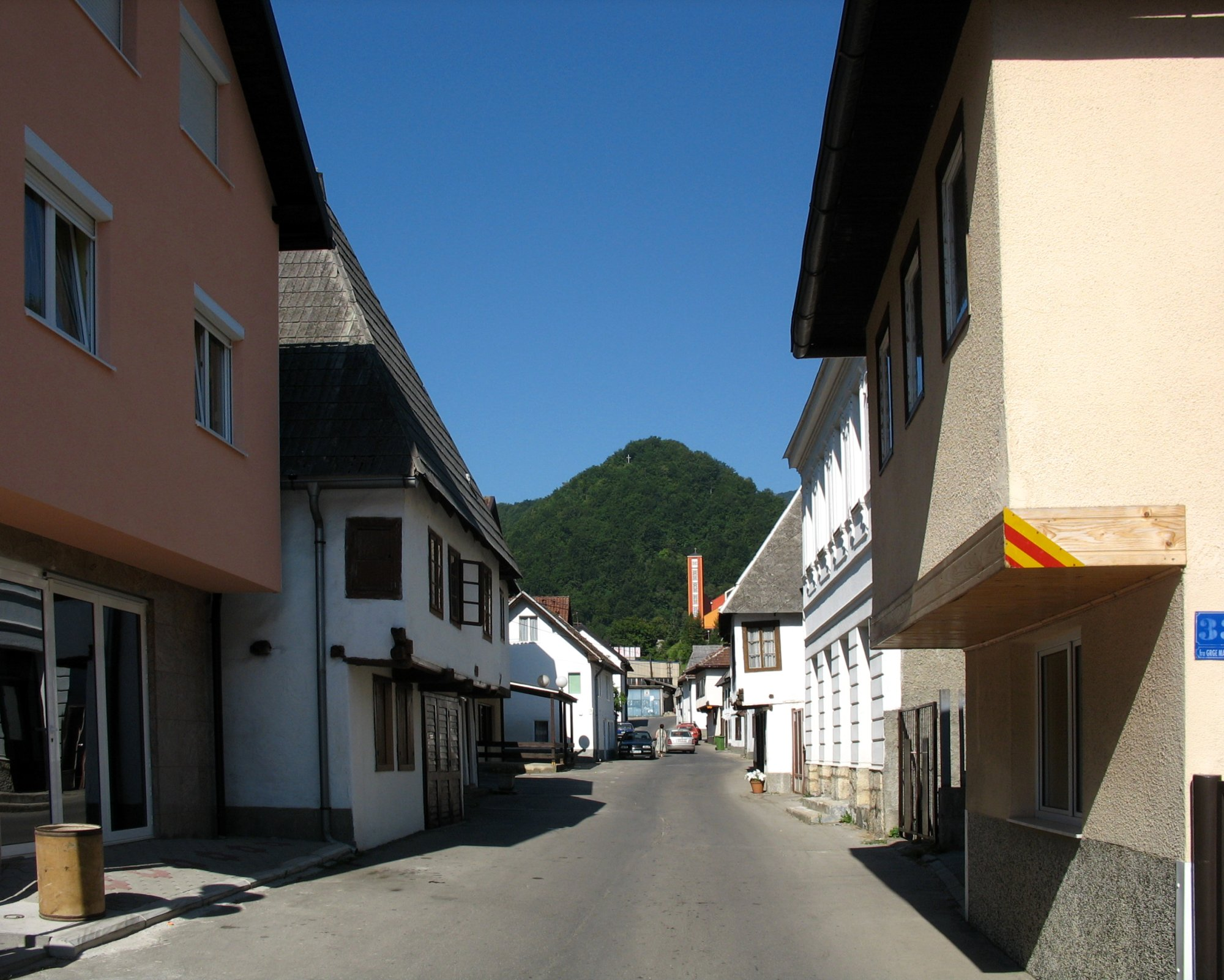
Центральная часть Крешево
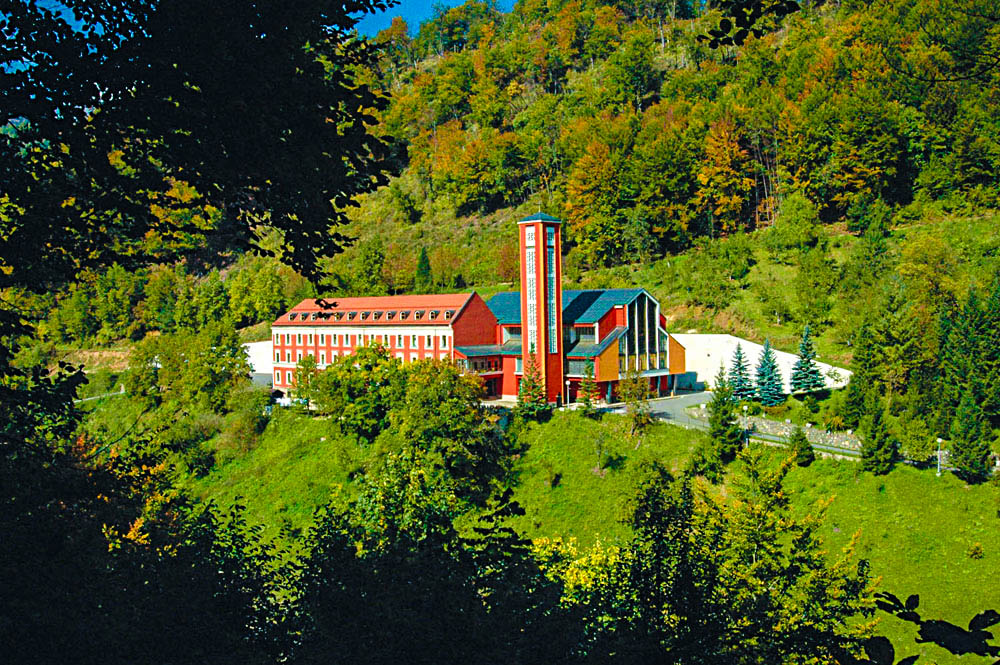
Монастырь францисканского ордена